# Paul Johnson (produttore)
Paul Johnson, pseudonimo di Paul Leighton Johnson (Chicago, 11 gennaio 1971 – Evergreen Park, 4 agosto 2021), è stato un disc jockey e produttore discografico statunitense, conosciuto anche con i nomi d'arte di Darien's, Dat Niga Tha Schit, The P.J. Project, Pilly P., Pjay, Smooth Stan Smith e Yonkapin.

## Biografia
Iniziò la sua carriera di dj a Chicago nel 1985. Divenne produttore nel 1990, realizzando tracce per le case discografiche di Chicago Dance Mania, Relief, Cajual, Nite Life, Undaground Therapy, Defected, DJax Up Beats, Peacefrog, e Moody. Il suo brano Get Get Down divenne un successo internazionale della musica house, venendo suonato per diversi anni nelle discoteche e finendo nella Top 5 nella Official Singles Chart; inoltre raggiunse il 1º posto nella Billboard Hot Dance Club Songs nel dicembre del 1999, mantenendolo per 18 settimane. Il brano fu usato anche dai tifosi del West Ham United F.C. per incitare Demba Ba. La sua traccia del 2004, Follow This Beat, arrivò all'8º posto della US Dance chart.
Johnson aveva dal 1987 le gambe paralizzate a causa di un colpo d'arma da fuoco accidentale ricevuto alle spalle, e quindi svolgeva il suo lavoro di dj su una sedia a rotelle. Nel dicembre del 2010 fu coinvolto in un grave incidente automobilistico, riportando la frattura di un'anca e subendo l'amputazione della gamba destra.
Morì nel 2021, a 50 anni, per complicazioni da COVID-19, che aveva contratto in un ospedale dove si trovava ricoverato a causa delle patologie pregresse.

## Discografia
- Second Coming (ACV, 1996)
- Feel the Music (Peacefrog, 1996)
- The Groove I Have (Moody, 1999)
- In Motion, Vol. 3 (Distance, 1999)
- Mix Connection, Vol. 1 (Wagram, 2004)